# Synagoge (Friedrichstadt)

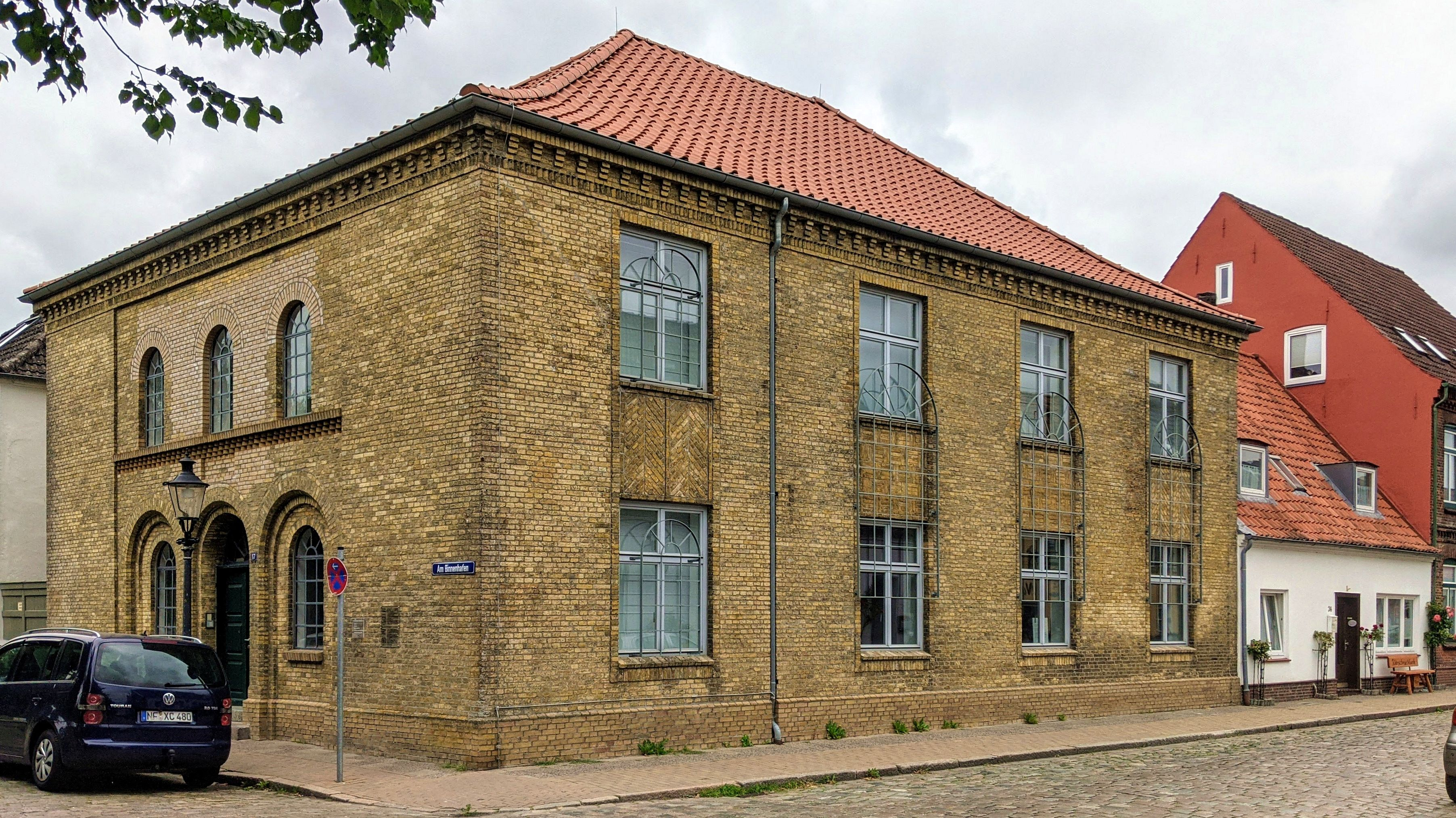
Ehemalige Synagoge in Friedrichstadt

Die Synagoge in Friedrichstadt, einer Stadt im Kreis Nordfriesland in Schleswig-Holstein, wurde 1846/47 errichtet. Die profanierte Synagoge am Binnenhafen 17 ist ein geschütztes Kulturdenkmal.
Seit 1675 durften sich Menschen jüdischen Glaubens in Friedrichstadt ansiedeln. Die Friedrichstädter Synagoge war das zweite Gotteshaus der Gemeinde, die damals mehr als 400 Mitglieder zählte. Die ehemalige Synagoge versteht sich als Kultureinrichtung. Eine Dauerausstellung vermittelt Informationen für die Auseinandersetzung mit jüdischer Kultur und Geschichte.
Beiderseits der Synagoge standen die jüdische Schule und das Rabbinatsgebäude.
SA-Angehörige aus Husum setzten am Morgen des 10. November 1938 die Synagoge in Brand. Der Bürgermeister sorgte für die Löschung des Feuers, um die daneben liegenden Gebäude nicht zu gefährden. Das geschändete Gotteshaus wurde anschließend als Getreidespeicher genutzt, und im Jahr 1941 wurde das Gebäude in ein Wohnhaus umgebaut. Die wenigen noch verbliebenen Friedrichstädter Juden zogen nach Hamburg, nur wenigen gelang die Flucht ins Ausland. Nahezu alle wurden während der NS-Zeit ermordet.
Eine jüdische Gemeinde gibt es heute in Friedrichstadt nicht mehr. Im Jahr 1985 kaufte die Stadt das Synagogengebäude. Nach einem umfangreichen Um- und Rückbau wurde darin ein Kulturzentrum eröffnet. Im Innern wurde die einstige Frauenempore rekonstruiert und die Westfassade des Gebäudes in den Zustand von 1938 zurückversetzt, die Nord- und Südseite zeigt die Situation nach dem Umbau zum Wohnhaus mit Fenstern auf beiden Etagen. Vorgehängte Rahmen in Form der ursprünglichen großen Rundbogenfenster deuten auf die einstige Nutzung als sakrales Gebäude hin.